# IC 945
IC 945 — галактика типу Sb (компактна витягнута галактика) у сузір'ї Мала Ведмедиця.
Цей об'єкт міститься в оригінальній редакції індексного каталогу.